# 朝倉正
朝倉 正（あさくら ただし、1924年4月24日 - ）は、日本の気象学者。
宮城県仙台市生まれ。気象技術官養成研究所卒、1968年「日本を中心とする東アジアの大気循環の動気候学」で東京教育大学理学博士。気象研究所研究官、1965年気象庁長期予報課予報官、1981年初代気候変動対策室長。1984年長期予報課長。退官後、1996年気候問題研究所所長。1956年日本気象学会賞、1964年気象庁長官賞、1984年岡田賞受賞。

## 著書
- 『異常気象と環境汚染』共立出版 1972
- 『異常気象に備える 全天候型産業のすすめ』日本経済新聞社 日経新書　1981
- 『お天気博士の経済学 暮らしに役立つ天気予報の読み方』講談社 1985
- 『気候変動と人間社会』岩波現代選書 1985
- 『異常気象と環境破壊』読売新聞社 1990

### 共編著
- 『気候変化・長期予報』根本順吉共著 朝倉書店 気候と人間シリーズ 1980
- 『現代の気象テクノロジー 8　気象調査法 基礎と応用』新田尚ほか共著　朝倉書店 1983
- 『異常気象時代 いま何がおこっているか』内嶋善兵衛、久保木光煕、長坂昂一共著 講談社ブルーバックス 1984
- 『知っておきたい異常気象』編 大蔵省印刷局 1987
- 『産業と気象のABC ビジネスに生かす気象情報』編著 成山堂書店 1990
- 『現代の気象テクノロジー 6　経済活動と気象』奥山和彦,赤津邦夫共著 朝倉書店 1992
- 『気候変動は歴史を変える』高橋浩一郎共著 丸善 1994
- 『天気がおかしい』清水輝和子共著 中居稔絵　金の星社 みんなで考える地球環境シリーズ 1994
- 『気象ハンドブック 新版』関口理郎,新田尚共編　朝倉書店 1995
- 『四季の気象と暮らしの事典』工藤宣,西川勢津子共著 朝日新聞社 1996